# スティエパン (ボスニア公)

ドゥクリャのコンスタンティン・ボディンの王国の領域。ボスニア（左上）はドゥクリャに従属する公国だった。

スティエパン (セルビア・クロアチア語: Stjepan/Стјепан; fl.1084年–1095年)は、ドゥクリャ司祭年代記で言及されているボスニアのクネズ (公) 。従兄のドゥクリャ王コンスタンティン・ボディンにより、1083/4年ごろに任命された。彼は歴史上名前が知られている最初のボスニアの君主である。ボディンは他にも親戚のヴカンをラシュカの地に任じている。ボスニア、ザフムリェ、ラシュカはドゥクリャに統合されることなく、それぞれの公国が独自の貴族と国制を持ち、単にドゥクリャの王家の人物を公として頂くという点で連帯していた。1605年のJacob Luccariのラグサ年代記によれば、スティエパンはボディンに従い、1094年から1095年のラグサ包囲戦に参加した。
コンスタンティン・ボディンの死後、その下の公国群は独立し、その中で特にセルビアのヴカンが大公として最も強い勢力を誇った。ドゥクリャ司祭年代記によると、1099年ごろにボディンが死んだ後、後継を狙う一人コチャパルがヴカンを頼り、ドゥクリャを支配しようとした。しかしヴカンに脅かされたコチャパルは今度はボスニアに逃れ、1100年から1101年ごろに「ボスニアのバン」の娘と結婚したが、間もなくザフムリェとの戦争で死んだ。このボスニアのバンとは、スティエパンのことである可能性が高い。LuccariやOrbiniによれば、スティエパンの息子ヴクミル(Vukmir)あるいはヴティミル(Vutïmir)がスティエパンの跡を継いだ。スティエパンが支配した領域は定かではないが、当時の「ボスニア」という地名は、サライェヴォやヴィソコを含む、ボスナ川上流・中流域を指していたとされている。